# Hazardous to Your Health
Hazardous to Your Health is de achttiende aflevering van het vijfde seizoen van het tienerdrama Beverly Hills, 90210, die voor het eerst werd uitgezonden op 18 januari 1995.

## Verhaal
Dylan staat op het punt naar Mexico te gaan om zich bij Jonesy te voegen als Valerie aanbelt voor een bezoek. Hij scheept haar af en ze gaat boos weg. Als Dylan in Mexico aankomt, vindt hij Jonesy met een kater in bed. Dylan maakt hem wakker en vraagt hem wat hij weet; hij heeft ze gevonden in een groot huis aan het strand. Maar er is een probleem, zijn assistente is weggelopen en hij heeft een dame nodig voor zijn plan. Dan heeft Dylan de oplossing, Valerie. Dylan belt Valerie met de vraag of ze kan komen om hem te helpen, maar ze is nog steeds boos en wil ophangen. Hij smeekt haar te komen en dan besluit ze toch naar Mexico te gaan. Daar aangekomen maakt ze kennis met Jonesy. Jonesy legt uit wat zijn plan is: hij wil dat Valerie zijn vriendin wordt en Dylan zijn chauffeur. Ze boeken het hotel vlak bij het huis waar Suzanne en Kevin wonen. Jonesy en Valerie maken kennis en trekken dan met elkaar op en komen er zo achter dat ze in de drugssmokkel zitten en willen dat Jonesy en Valerie hen kan helpen. Ze winnen hun vertrouwen en zo komen ze erachter dat Kevin zijn bankzaken regelt via een bank op de Kaaimaneilanden. Hij logt dan in via zijn draagbare computer en kan zo zijn bankzaken regelen. Als hij dan inlogt, kijkt Jonesy mee met zijn laptop en komt dan achter zijn inlogcodes. Nu kan hij al het geld overzetten naar zijn rekening en dat lukt. Nu ze klaar zijn, wil Jonesy zo snel mogelijk het land uit, maar Dylan wil Erica redden. Jonesy is het hier niet mee eens en gaat weg. Dylan en Valerie proberen Erica te redden, maar hun plan mislukt en ze worden door Suzanne en Kevin betrapt. Net voordat het verkeerd gaat, stormt Jonesy het huis binnen en zo kan Erica nog gered worden.
Kelly gaat steeds meer voelen voor de woorden van professor Finley. En ze is niet de enige, zijn lessen worden heel goed bezocht. Het bestuur van de universiteit wil van Finley af omdat zij zijn methodes niet goed vinden. Finley geeft liever seminars dan dat hij boeken schrijft, zoals wel de afspraak was. Brandon spreekt met de decaan en denkt dat er meer speelt. Dan blijkt dat het bestuur vindt dat de methodes van Finley sterk lijken op een sekte. Brandon zoekt Finley op om met hem te praten, maar wordt al gauw in het nauw gedreven door Finley, doordat hij erachter komt dat Brandon met het bestuur heeft gepraat en denkt dan dat hij tegen hem is. Brandon krijgt ook ruzie met Kelly, omdat zij onvoorwaardelijk achter Finley staat en Brandon twijfelt nog.

## Rolverdeling
- Jason Priestley - Brandon Walsh
- Jennie Garth - Kelly Taylor
- Ian Ziering - Steve Sanders
- Gabrielle Carteris - Andrea Zuckerman
- Luke Perry - Dylan McKay
- Brian Austin Green - David Silver
- Tori Spelling - Donna Martin
- Tiffani Thiessen - Valerie Malone
- Carol Potter - Cindy Walsh
- James Eckhouse - Jim Walsh
- Mark D. Espinoza - Jesse Vasquez
- Kathleen Robertson - Clare Arnold
- Jamie Walters - Ray Pruit
- Kerrie Keane - Suzanne Steele
- Noley Thornton - Erica McKay
- David Hayward - Kevin Weaver
- Alan Toy - Patrick Finley
- Wings Hauser - J. Jay Jones
- Gregg Daniel - Dean Whitmore